# Andrzej Lorenz
Andrzej Lorenz (ur. 21 marca 1962 w Olsztynie, zm. 19 grudnia 2019 we Wrocławiu) – polski filozof, prof. dr hab.

## Życiorys
Obronił pracę doktorską, następnie habilitował się na podstawie dorobku naukowego i pracy. 25 czerwca 2013 nadano mu tytuł profesora w zakresie nauk humanistycznych. Objął funkcję profesora zwyczajnego w Instytucie Filozofii na Wydziale Nauk Społecznych Uniwersytetu Wrocławskiego, a także piastował stanowisko kierownika w Pracowni Badań nad Dziejami Filozofii na Śląsku.
Został pochowany na cmentarzu przy ul. Kiełczowskiej we Wrocławiu.

## Publikacje
- 1997: „Drzewo podróżujących” -tłumacz poezji Manfreda Ostena
- 2005: Einstein kontra Newton. O filozoficznych przemianach rozumienia podstaw fizyki teoretycznej[2]
- 2006: „Efekt” Einsteina: o filozoficznych przemianach rozumienia podstaw fizyki teoretycznej[2]
- 2008: Freud und Schopenhauer – Die Moderne zwischen Metaphysik und Psychoanalyse[2]